# Spirorbis monocanthus
Spirorbis monocanthus är en ringmaskart som beskrevs av Augener 1923. Spirorbis monocanthus ingår i släktet Spirorbis och familjen Serpulidae. Inga underarter finns listade i Catalogue of Life.